# Natație la Jocurile Olimpice de vară din 2020 - 10 km maraton (feminin)
Proba de 10 km maraton feminin de la Jocurile Olimpice de vară din 2020 a avut loc pe 4 august 2021 la Odaiba Marine Park.

## Program
Orele sunt ora Japoniei (UTC+9) 
| Data                    | Timp | Etapă  |
| ----------------------- | ---- | ------ |
| Miercuri, 4 august 2021 | 6:30 | Finala |

## Rezultate
| Loc | Înotătoare               | Țară                       | Timp      | Întârziere | Note            |
| --- | ------------------------ | -------------------------- | --------- | ---------- | --------------- |
| 1   | Ana Marcela Cunha        | Brazilia                   | 1:59:30,8 |            |                 |
| 2   | Sharon van Rouwendaal    | Olanda                     | 1:59:31,7 | +0,9       |                 |
| 3   | Kareena Lee              | Australia                  | 1:59:32,5 | +1,7       |                 |
| 4   | Anna Olasz               | Ungaria                    | 1:59:34,8 | +4,0       |                 |
| 5   | Leonie Beck              | Germania                   | 1:59:35,1 | +4,3       |                 |
| 6   | Haley Anderson           | Statele Unite ale Americii | 1:59:36,9 | +6,1       |                 |
| 7   | Ashley Twichell          | Statele Unite ale Americii | 1:59:37,9 | +7,1       |                 |
| 8   | Xin Xin                  | China                      | 2:00:10,1 | +39,3      | Cartonaș galben |
| 9   | Lara Grangeon            | Franța                     | 2:00:57,3 | +1:26,5    |                 |
| 10  | Finnia Wunram            | Germania                   | 2:01:01,9 | +1:31,1    |                 |
| 11  | Samantha Arévalo         | Ecuador                    | 2:01:30,6 | +1:59,8    | Cartonaș galben |
| 12  | Cecilia Biagioli         | Argentina                  | 2:01:31,7 | +2:00,9    |                 |
| 13  | Yumi Kida                | Japonia                    | 2:01:40,9 | +2:10,1    |                 |
| 14  | Rachele Bruni            | Italia                     | 2:02:10,2 | +2:39,4    |                 |
| 15  | Anastasiya Kirpichnikova | COR                        | 2:03:17,5 | +3:46,7    |                 |
| 16  | Paula Ruiz               | Spania                     | 2:03:17,6 | +3:46,8    | Cartonaș galben |
| 17  | Angélica André           | Portugalia                 | 2:04:40,7 | +5:09,9    |                 |
| 18  | Kate Sanderson           | Canada                     | 2:04:59,1 | +5:28,3    |                 |
| 19  | Alice Dearing            | Marea Britanie             | 2:05:03,2 | +5:32,4    |                 |
| 20  | Paola Pérez              | Venezuela                  | 2:05:45,0 | +6:14,2    |                 |
| 21  | Michelle Weber           | Africa de Sud              | 2:06:56,5 | +7:25,7    |                 |
| 22  | Krystyna Panchishko      | Ucraina                    | 2:07:35,1 | +8:04,3    |                 |
| 23  | Chantal Liew             | Singapore                  | 2:08:17,9 | +8:47,1    |                 |
| 24  | Špela Perše              | Slovenia                   | 2:08:33,0 | +9:02,2    |                 |
| 25  | Souad Cherouati          | Algeria                    | 2:17:21,6 | +17:50,8   |                 |